# Alkar-Gestüt Sinj
Das Alkar-Gestüt Sinj (kroatisch Alkarska Ergela Sinj)  ist ein kroatischer landwirtschaftlicher Betrieb in der Stadt Sinj, Gespanschaft Split-Dalmatien. Es wurde 2004 mit dem Ziel gegründet, Qualitätspferde für die Durchführung der Reiterwettbewerbe Sinjska alka zu züchten. Für das Gestüt wurden Räume im Sinjer Hippodrom ausgewählt. In den letzten Jahren wurden im Stall etwa vierzig Pferde untergebracht, überwiegend der Rassen Englisches Vollblut und Kroatisches Warmblut.

## Gründung und Entwicklung
Hauptinitiator und Gründer des Gestüts war der Verein „VAD - Viteško Alkarsko društvo“ (Ritterlicher Alkar-Verein) aus Sinj, der aufgrund der besonderen Situation durch die allmähliche Reduzierung der Pferdezucht auf private Bauernhöfe, beschloss, eine eigene Zucht zu organisieren. Das Handelsunternehmen „Alkarska ergela d.o.o.“ (Alkar-Gestüt GmbH) wurde 2004 registriert. 2020 wurden insgesamt fünf Arbeiter beschäftigt.
Die Vertreter des Unternehmens einigten sich mit den zuständigen Behörden in Sinj darauf, dass das Gestüt an einem geeigneten Ort im Bereich des Sinjer Hippodroms   errichtet wird. Das Hippodrom liegt im östlichen Teil der Stadt und auf ihm haben vier Reitvereine aus der weiteren Umgebung von Sinj ihre Reitschule.
Bei der Gründung des Gestüts erhielt das Unternehmen die Unterstützung des Landwirtschaftsministeriums und der Gespanschaft Split-Dalmatien. Diese Institutionen finanzieren auch heute noch die Aktivitäten von Alkaren mit. Im ersten Jahr nach der Gründung begann das Gestüt mit fünf Zuchtstuten zu arbeiten, später wurde die eigene Zucht schrittweise erweitert. Darüber hinaus vermittelt das Gestüt seine Hengste an interessierte Privatbesitzer und belebt so die Pferdezucht in Dalmatien.

## Zucht und Eigenschaften der Pferde im Gestüt
Die Zucht und Haltung von Qualitätspferden im Gestüt ist wichtig, um das hohe Niveau der Show zu gewährleisten, die jedes Jahr Anfang August stattfindet – Sinjska alka. Ein Qualitätspferd muss eine Reihe von Bedingungen erfüllen, da der Alkar-Wettbewerb nach bestimmten Regeln stattfindet. Es muss eine gewisse Geschwindigkeit erreichen, da die 160-Meter-Strecke in maximal 13 Sekunden zurückgelegt werden muss. Da die Rennbahn nur 5 Meter breit und auf beiden Seiten sich Menschen drängen, muss das Pferd so geschult werden, dass es problemlos mit Lärm, unterschiedlichen Geräuschen, Bewegungen, Farben und einer ungewöhnlichen Atmosphären umgehen kann.
Im Gestüt werden Pferde gezüchtet, die neben Schnelligkeit einen ruhigen, gleichmäßigen Lauf und ein ruhiges Temperament haben. Sie sind so trainiert, dass sie keine Angst vor plötzlichen Situationen haben, wie zum Beispiel dem Schuss einer Kanone. Da die Pferde im Stall nicht alle gleich groß und schwer sind, sind sie auf die Proportionen des Reiters, also des Alkars, abgestimmt. Größere und schwerere Pferde werden für höhere und schwerere Alkaren ausgewählt und umgekehrt. Es gibt zum Beispiel Alkare, die bis zu zwei Meter groß sind, und sie reiten auf Pferden mit einer Körperhöhe von etwa 180 cm. Darüber hinaus muss die Beziehung zwischen Pferd und Alkar von Vertrauen geprägt sein. Daher muss der Alkar das ganze Jahr über häufiger mit seinem Pferd im Stall sein und mit ihm spazieren gehen.